# Arleux
Arleux település Franciaországban, Nord megyében. Lakosainak száma 3148 fő (2022. január 1.). Arleux Estrées, Oisy-le-Verger, Palluel, Brunémont, Bugnicourt, Cantin, Hamel és Écourt-Saint-Quentin községekkel határos.

## Népesség
A település népességének változása:
| Lakosok száma | 3001 | 3015 | 3031 | 3158 | 3219 | 3199 | 3177 | 3160 | 3151 | 3148 |
|               | 2013 | 2014 | 2015 | 2016 | 2017 | 2018 | 2019 | 2020 | 2021 | 2022 |